# Toulouzette
Toulouzette (en occitano, Toloseta) es una comuna francesa situada en el departamento de Landas, en la región de Nueva Aquitania.

## Demografía
| 372 | 341 | 303 | 300 | 257 | 269 | 323 |
| Para los censos de 1962 a 1999 la población legal corresponde a la población sin duplicidades (Fuente: INSEE [Consultar]) |     |     |     |     |     |     |